# Molly Wright
Pour les articles homonymes, voir Wright.
Pas d'image ? Cliquez ici

a Compétitions nationales et continentales officielles uniquement.

b Matchs officiels uniquement.
Dernière mise à jour le 31 mai 2025.
Molly Wright, née le 13 mai 1991 à Westport (Nouvelle-Zélande), est une joueuse internationale écossaise de rugby à XV évoluant au poste de talonneuse et de pilier. Elle joue aux Sale Sharks.

## Biographie
Molly Wright naît le 13 mai 1991 en Nouvelle-Zélande. Elle commence la pratique du rugby à XV à l'âge de 4 ans, à l'école de rugby de Reefton où son père est éducateur. Elle part travailler au Royaume-Uni en 2017 et rejoint le Watsonian FC (en) surtout pour sociabiliser.
En 2022, elle évolue en club aux Sale Sharks. Sélectionnable sur le critère de résidence, elle compte quinze sélections en équipe d'Écosse quand elle est retenue en septembre 2022 pour disputer la Coupe du monde dans son pays d'origine.
En février 2023, elle subit une rupture des ligaments croisés. Elle ne rejoue pas de la saison.
Elle retrouve les terrains un an plus tard, en février 2024. Elle est sélectionnée avec l'Écosse pour le Tournoi des Six Nations. Au mois de mai, elle se blesse gravement à une cuisse (rupture musculaire) et ne rejoue pas de l'année.
Elle reprend la compétition en janvier 2025.[réf. nécessaire]

## Palmarès
- Finaliste du Championnat d'Écosse en 2018.
- Vainqueur du Championnat d'Écosse en 2019.